# Matti Haapoja
 (juin 2008).
Si vous disposez d'ouvrages ou d'articles de référence ou si vous connaissez des sites web de qualité traitant du thème abordé ici, merci de compléter l'article en donnant les références utiles à sa vérifiabilité et en les liant à la section « Notes et références ».
Matti Haapoja (né le 16 septembre 1845 à Isokyrö, en Finlande et mort le 8 janvier 1895 à Turku, en Finlande) était un tueur en série finlandais, très médiatisé à l'heure des meurtres.

## Biographie
Le nombre exact de ses victimes est inconnu. Il a été condamné pour deux meurtres et un troisième procès pour homicide était prévu quand il s'est suicidé dans sa cellule. Il est peut-être lié à sept autres cas de meurtre identifiés, mais beaucoup se sont produits pendant son exil en Sibérie et sont pauvrement documentés, ainsi sa participation n'est pas sûre. On dit qu'il a admis 18 meurtres, mais il n'y a aucun détail au sujet de cette confession supposée. Quelques sources estiment qu'il a commis de 22 à 25 meurtres. Il a également blessé non mortellement au moins six hommes lors des agressions au couteau.
Haapoja a commencé sa carrière criminelle en tant que bagarreur, excellant rapidement dans le vol de chevaux. Son premier meurtre connu s'est produit le 6 décembre 1867, quand il a poignardé son associé Heikki Impponen dans une bagarre d'ivrognes. Il a été condamné à 12 ans de prison à Turku pour son meurtre. Pendant les 10 années suivantes il s'est échappé de la prison quatre fois. Pendant ce temps, il a gagné une grande notoriété en tant que spécialiste des évasions et voleur. Sa renommée de voleur a commencé à se développer après que les journaux ont signalé qu'il a dépouillé et abattu Esa Nyrhinen le 12 août 1876. Plus tard on a prouvé que Nyrhinen avait caché Haapoja dans sa maison.
En raison de ses évasions et de ses vols continus, Haapoja a été condamné à perpétuité en 1874. Il a fait appel de cette décision pour que sa sentence soit changée en exil pour la Sibérie. Ceci a été accepté et il a été envoyé dans la région d'Omsk en 1880. Pendant son séjour, il a reconnu avoir tué un homme en 1886, après quoi il a été exilé en Sibérie orientale.
La légende veut que pendant ce temps, Haapoja a tué deux autres criminels, Anssin Jukka et Kaappo Sutki, mais aucune preuve concluante n'a été rapporté à ce sujet.
En 1889, Haapoja a décidé de s'enfuir de Sibérie et de retourner en Finlande. Plus tard, il a raconté qu'il avait l'intention d'émigrer en Amérique. Il a réuni l'argent pour cette évasion en commettant une série de vols et de meurtres. Il a probablement tué au moins trois hommes et a participé au meurtre d'un quatrième. Il a également obtenu un passeport qui a appartenu à un homme russe dont le destin demeure peu clair.
Haapoja est revenu en Finlande  en septembre 1890. Un mois plus tard, il a tué et dépouillé une prostituée, Jemina Salo. Il a été capturé à Porvoo deux ou trois jours plus tard et identifié. À son jugement, Haapoja s'est comporté avec arrogance, admettant ce meurtre et aussi ceux qu'il avait commis en Sibérie. Il espérait qu'il serait renvoyé en Sibérie mais à la place la cour lui a donné une deuxième condamnation à perpétuité.
Le 10 octobre 1894, Haapoja a essayé de s'évader de prison  encore une fois. Pendant cette tentative il a tué un garde et en a blessé deux autres. Quand il s'est rendu compte qu'il ne pourrait pas sortir, il a essayé de se suicider en se poignardant, mais la blessure n'était pas mortelle. Cependant, dès qu'il eut récupéré, il s'est pendu dans sa cellule le 8 janvier 1895.
Son squelette a été conservé pendant longtemps dans le musée du crime de Vantaa, jusqu'à ce qu'il ait été finalement enterré à Ylistaro en 1995.
L'auteur Kaijus Ervasti a écrit un livre sur Matti Haapoja appelé Murhamiehen muotokuva - Matti Haapoja 1845-1895 (« Portrait d'un meurtrier - Matti Haapoja 1845-1895 »).